# 董建華
董建華，大紫荊勳賢（1937年7月7日—），中华人民共和国政治人物，原副国级领导人。香港特別行政區第1及第2屆行政長官（1997年7月1日—2005年3月12日），卸任後繼而出任第10至第13屆全国政协副主席至2023年。
董建華於1992年經香港總督彭定康任命為行政局非官守成員，1996年12月11日在推選委員會中擊敗楊鐵樑、吳光正和李福善等中勝出，獲時任國務院總理李鵬任命為香港首任行政長官。2002年2月28日，董建華在無對手的情況下自動當選再繼續連任第二任行政長官，任期原於2007年6月30日屆滿，惟董建華於2005年3月10日以腳痛問題向國務院請辭，於2005年3月12日獲接納。同日董建華為沒有連續5年內，未完成行政長官的剩下任期，結束8年的任期生涯，由時任政務司司長曾蔭權接任，他獲政協全國委員會推薦並當選第10届全國政協副主席，連任三屆至2023年3月10日。
在其行政長官任內，香港爆發多場大規模示威，他的政策亦備受爭議及非議，間接導致多位高級官員問責下台。他離任特首後成為全國政協副主席，晉身副國級領導人。2012年梁振英上任行政長官後成立團結香港基金會，重新活躍於政壇。
2023年9月28日，董建華卸任團結香港基金會主席後並轉為榮譽主席，由陳智思接任基金會主席，同時一直到留守至今。

## 生平

### 早年
董建華是香港已故航業巨頭董浩雲長子。董建華于1937年7月7日生于上海徐匯區，12岁时随父来到香港，曾就讀左派中華中學，與梁愛詩為校友。此前於上海市南洋模範中學（小學部）就學，在1949至1952年入讀中華中學中一至中三年級。1960年，他毕业于英國利物浦大學，取得海事工程理學士學位。其后在美国生活十年，曾於美國通用电气任職，1965年又到家族企业在纽约的分公司开拓了香港至欧美的航线。1982年董浩雲逝世，其家族公司—世界七大轮船航运公司之一的東方海外由董建華所繼承。1985年，東方海外遭遇財困瀕臨破產，翌年獲中华人民共和国政府透過霍英東注資而得以渡過難關；此前董浩雲家族成員以堅定的親中華民國及中國國民黨立場聞名（至今董建華之妹董小平仍定居台北），但終因此事而倒向北京。

### 政治生涯
董建华於1992年10月被当时的香港總督彭定康委任為香港行政局非官守議員，踏足政界。
1996年1月26日，香港特區籌委會在北京成立，時任中共中央總書記江泽民走進150多個籌委的人群裡，僅與董建華一人握手，普遍被喻為「眾裡尋他千百度」或「欽點」。英国和香港的政界和传媒界由此知道江泽民在当年12月举行的行政长官选举裏中意董建华。最終1996年12月11日董建華勝出，擊敗楊鐵樑、吳光正及李福善。同年12月16日，國務院總理李鵬簽署國務院令，任命董建華為香港首任行政長官。
董建華勝選後辭任東方海外的一切職務，由其弟董建成接任東方海外及星島集團等公司董事職位，但董建華在任期間仍一直透過信託基金擁有東方海外，直至董家於2017年出售東方海外予中国远洋海运集团為止。
董建華早期推出多項長遠計劃，涵蓋經濟、教育、醫療、房屋、公務員體制等領域，但成效不明顯，更挑動各個層面不滿，加上隨後的政治失誤及對政治改革的保守及不積極態度，使董建华支持度進一步滑落。2002年2月28日，董建華在無有效對手下自動當選成為第二任行政長官，3月7日獲國務院總理朱鎔基委任為第二任香港行政長官，并於7月1日再次就任行政長官。
2003年香港七一遊行約50萬人上街反對23條立法，最終在自由黨改变立场後，草案被迫撤回，推廣草案的保安局長葉劉淑儀下台。雖然中央多次表明支持董建華為首的特區政府，但一年後的7月1日，53萬人（民陣數據）再舉行反政府遊行，此後的2004年香港立法會選舉，民主派議席有所增加，董建華民望進一步下降。

### 重大計劃
- 教育改革：董建華任內曾推行多項教育改革政策，包括：大部份中學實施母語教育、鼓勵相同辦學理念的中小學銜接結成一條龍學校，讓小學畢業生直接升上其連繫的中學、立法規定學校成立具法人身份的法團校董會、擴大高等教育普及率至60%、推行中小學教師語文基準試、廢除小學升中學的學能測驗、建議推行三三四高中教育改革。其中母語教育政策引來爭議，政策被指導致日後香港學生的英語質素下降。
- 八萬五建屋計劃：董建華在1997年施政報告宣布，擬每年興建85,000個房屋單位，期後亞洲金融風暴爆發，樓價急跌，但政府一直並無表明政策改變，直至2000年6月一次記者訪問中，董建華當被問及會否修訂「八萬五」目標時；才突然表示“八萬五政策自1998年已未再提起，亦已經不再存在”，引來“不提及等同不存在”的笑話。根據基本市場經濟學供求原則，當供應突然大量超過需求的時候市場就會出現恐慌性抛售而造成不合理降價。評論認為八萬五建屋計劃忽視價格彈性，為樓價下跌的主要原因。亦有人認為樓價下跌是金融風暴導致，八萬五政策並非主因。
- 中藥港計劃：1998年始，擬提高香港對中藥的認證能力，及令香港承包更多中藥生意。中藥港雖大作宣傳但成果不彰，後來計劃亦不知所終。
- 解散兩個市政局：1999年，政府因為當時九龍市政總署員工偷懶的事件，著令孫明揚暗中籌劃解散市政局、區域市政局及其關連政府部門，並重組成日後的康樂及文化事務署和食物環境衞生署。然而在計劃籌備的期間，孫明揚在一次宴會中醉酒，在記者面前漏了口風。在「殺局」之後，因為分工問題及欠缺民意代表監管，使不少衛生、市政問題變得紊亂（例如：樹木管理不善及分工不清，發生多宗公眾地方樹木倒塌事故，引致人命傷亡），更令三級民選議會制度瓦解。
- 數碼港計劃：2000年始，擬興建數碼資訊為主的經濟項目，但大部分資金還是流向房地產。房地產的興建更不採取香港慣用的招標承包方式而轉向私人地產商（「盈科數碼動力」，即今「電訊盈科」）委託協辦。數碼港計劃對經濟增長幫助並不明顯，結果數碼港只變成一地產項目，並交由香港數碼港管理有限公司管理。
- 推行強制性公積金：2000年12月，政府強制香港所有僱員成立投資基金，僱主及僱員每月需將百分之五薪金付託基金供款，在一般情況下僱員年滿65歲退休方可取回供款。然而強積金管理費過高及欠缺透明度，僱員不能自由選擇投資信託機構，僱主可以用強積金的僱主供款部份來抵銷長期服務金或遣散費，一直為人詬病。
- 領匯計劃：由於政府實行八萬五建屋計劃開支龐大，2002年又停售居屋，導致香港房屋委員會財政進入困境，因而缺乏資金營建公屋。2004年初香港房屋委員會決定分拆其商業物業及停車場，出售香港房屋委員會轄下公共屋邨商場，將資產證券化成立領匯基金在香港交易所上市，藉以籌集資金。由於領匯以商業原則營運，對轄下商場大幅加租及停車場，不再向一些小商戶續約，引入更多大型連鎖店，被指罔顧基層民生。
- 西九龍文娛藝術區計劃：董建華於1998年施政報告宣布的大型發展計劃：在位於西九龍填海區臨海地段興建一系列世界級文化設施，惹來市民不同意見及反對聲音，結果被推倒重來。惟直至2012年完結該計劃仍未落實動工。

### 爭議事件

#### 西九文娛藝術區
董建華於1998年施政報告宣布的大型發展計劃：在位於西九龍填海區臨海地段興建一系列世界級文化設施，惹來市民不同意見及反對聲音，結果被推倒重來。惟直至2009年完結該計劃仍未落實動工。

#### 居屋短樁事件
1999年1月，居屋短樁事件首次曝光。廉政公署調查發現，東涌新市鎮第30區第四期工程商場和停車場工地出現嚴重偷工減料，10多根樁柱比合約規定長度短了近半，達10多米，建築物有潛在倒塌危險。到了3月，第一期和第三期居屋地基也發現短樁。香港房屋委員會指示房屋署調查，先後再發現天水圍天頌苑、沙田圓洲角愉翠苑、葵涌石蔭邨第二期商場都出現嚴重短樁和偷工減料。當中愉翠苑兩棟居屋有即時倒塌危險，需要拆卸重建，天頌苑也需要進行修補。此乃香港公營房屋史上最嚴重醜聞，過百人在連串事件中被捕。
房屋署內部調查中，18名疏於職守的職員被處分。議員和市民認為房委會和房屋署官員要為監管不力負上政治責任而辭職，矛頭指向房屋署署長苗學禮和房委會主席王䓪鳴。董建華力保兩人，指王、苗二人一旦呈辭，會引起「行政和法律真空」。當時香港未實行高官問責制，主要官員都是公務員，他們需要政治中立，不需負上政治責任。
民主黨在立法會提出對苗學禮和王䓪鳴的不信任動議，在泛民主派、自由黨、民建聯（除行政會議成員譚耀宗外）支持，港進聯棄權。以39票贊成、9票反對、6票棄權、4人缺席投票下獲通過。王䓪鳴在議案表決前辭職，苗學禮則拒絕請辭，續任房屋署署長，王䓪鳴之後就出任教育統籌委員會主席。
這次是香港主權移交以來首次有對官員的不信任動議被通過，雖然動議沒有任何約束力，但使政府承受龐大政治壓力，特別是「保皇黨」民建聯、自由黨因不同原因「背叛」政府，加深行政立法間關係僵化。

#### 居港權問題
1999年1月29日，香港終審法院對吳嘉玲案的判決引起居港權爭議。這判決令香港人在中國內地所生的非婚生子女都享有居港權，包括私生子女在內。根據終審法院對《基本法》第24條的理解，當時的保安局局長葉劉淑儀引用抽樣調查數字指未來10年內會有167萬人可從中國內地移居到香港，將會為香港社會帶來沉重的人口壓力。
5月6日，行政長官董建華在立法會答問大會上說：「167萬人十年之內全部來港，後果是不堪設想的，社會顯然很難承受因終審法院的裁決而帶來的人口壓力」，表達了大量新移民來港極有可能會加重政府負擔、拖慢香港發展以知識型經濟為本的轉型和令香港的生活質素倒退。同日，政府向立法會提交資料，仔細地描述了167萬新移民為香港所帶來的鉅大衝擊，包括：香港未來10年因此需要興建數目龐大的學校、公屋和醫院等基建設施和負擔福利開支，涉及額外7100億港幣財政預算（相等於政府當時庫房約4000億儲備近兩倍之鉅），並且每年需要330億額外經常性開支運作。因此，葉劉淑儀聯同當時的律政司司長梁愛詩到北京尋求全國人大常委會解釋香港基本法。
有法律界人士認為全国人民代表大会應修改《基本法》以平息爭議。然而，香港特區政府選擇向人大尋求釋法。1999年6月26日，全國人大常委會對《基本法》22條和24條作出解釋，規定只有香港人在內地所生的婚生子女才享有居港權，非婚生子女及出生時父或母仍未成為香港居民的則沒有居港權，而使有權來香港的人數減至20萬。
雖然全國人大常委會擁有《基本法》最終解釋權，但香港大律師公會認為人大釋法有損香港的法治及司法獨立。當時一批大律師（包括其後在2005年起出任律政司司長的黃仁龍）佩戴黑紗，從終審法院遊行到政府總部，抗議人大釋法。

#### 港大民調風波
1998年，香港大學民意研究計劃公佈的民調顯示董建華的民望以及政府支持度不斷下滑。1999年1月，行政長官辦公室高級特別助理路祥安，會晤當時香港大學校長鄭耀宗傳達不滿民調的訊息，鄭耀宗透過副校長黃紹倫再向民意調查研究計劃主任鍾庭耀施壓，要求對方停止發表對特首施政不利的消息，否則會逐漸收緊民意研究計劃的發展（即黃紹倫向鍾庭耀說的「陰乾」）。此舉乃嚴重干預了香港的學術自由，在《基本法》下可能已屬違法。2000年7月，鍾庭耀在報章撰文公開事件，香港大學校務委員會成立獨立調查小組查明事情屬實，鄭耀宗及黃紹倫並因此事辭職，路祥安則在董建華的力保下得以留任。董建華雖然沒被證實事件和他有直接關連，但他及特區政府的聲譽亦因此受損。

#### 數碼港事件
在2000年，政府在未經公開招標下，把鋼綫灣臨海優質地皮免地價批與李澤楷的盈科拓展，意圖發展成類似美國矽谷的高科技中心，引起官商勾結指控，當時各大地產商強烈不滿，指政府偏袒李嘉誠家族，數十名在商政界有一定地位的地產商人到政府總部與董建華會面抗議。事後數碼港變成地產項目，盈科獲得豐厚利潤。

#### 強制性公積金
2000年12月1日正式實行的一項政策，強制香港所有僱員成立投資基金以作退休之用。有批評認為強積金剝奪僱員自行選擇投資意向的自由，管理費過高及欠缺透明度。2008年立法會選舉，甚至有候選人以「取消強積金」為政綱。亦有部份僱主為減少支出，強迫僱員轉為「自僱人士」；亦有僱主拖欠供款，使僱員得不到應有保障。僱員不能自由選擇投資信託機構，以至僱主可以用強積金的僱主供款部份來抵銷長期服務金或遣散費，一直為人詬病。

#### 鬥委會頭目楊光授勳
董建華於2001年向六七暴動期間的香港工聯會原負責人、鬥委會主任楊光頒發大紫荊勳章，由於楊光領導的鬥委會在六七暴動期間曾經發動連串炸彈襲擊，1967年5月至12月間在香港各區街頭有8,074個真假炸彈被放置或投擲，當中有1,167枚真炸彈，炸彈擺放的位置不止於政府機構，尚有電車站、碼頭、兒童遊樂場、戲院、郵局及銀行等，導致香港警察及多名無辜市民死傷，清華街慘案及商業電台播音員林彬被燒殺的兇案，更讓全香港市民深感悲憤，雖然沒有證據指楊光有直接參與清華街慘案及殺害林彬，亦有指楊光領導的鬥委會背後是由工委及新華社香港分社指揮，然而當時由楊光領導的鬥委會，不但發動街頭炸彈襲擊浪潮，還鼓勵中小學生組成學生鬥委會，促使年輕學生參與製造土製炸彈及進行放置真假炸彈的恐怖活動，所以楊光在六七暴動發生的恐怖活動及所造成的死傷，仍有不可推卸的責任，因此楊光授勳被認為是對恐怖主義的肯定，必定引起香港社會非議及不滿。然而由於董建華及時任律政司司長梁愛詩都曾經在左派學校中華中學就讀，六七暴動時期中華中學成為左派暴徒製造土製炸彈的兵工廠，更因為有學生製造炸彈時發生意外受傷而被政府勒令關閉，雖然董梁兩人與此事無關，但2001年董建華向當年發起暴動的楊光頒發最高榮譽的大紫荊勳章，同時又向當年反對暴動的商業電台創辦人何佐芝頒發低一級的金紫荊星章，董建華的做法被認為帶有為六七暴動平反之意。報導指時任政務司司長陳方安生在審閱授勳名單時為維持勳章的正面形象而曾經將鬥委會的核心成員剔除，如在1998年將鬥委會成員吳康民及李澤添從推薦名單中移除，但董建華為了討好香港左派團體便加回去，2001年董建華要向鬥委會主任楊光頒發大紫荊勳章，陳方安生表示反對，董建華卻為了討好工聯會而堅持要向楊光頒發勳章，致使勳銜制度陷入極大爭議，此事也被認為加深了董建華和陳方安生的嫌隙，成為陳方安生離任政務司司長的原因之一。

#### 陳方安生提早辭職
陳方安生在1993年11月29日獲港督彭定康任命為首位華人布政司（首長級公務員第10薪級），成為香港公務員之首，政治地位僅次於總督。在主權移交前，中英雙方在政制發展等問題上出現重大分歧，彭定康被中方指責為「千古罪人」，政府高層華人官員在主權移交後被左派視為「港英餘孽」，陳方安生首當其衝。
主權移交後，陳方安生過渡成為香港特區首任政務司司長，坊間傳言指董建華和陳方安生不和，又與北京政府在治港政策上不咬弦，結果她在2001年被時任副總理錢其琛「邀請」上北京述職，期間被要求好好支持行政長官。很多人認為陳方安生是被錢其琛召見「問話」和「訓話」，當時陳方安生向錢其琛解釋公務員制度運作。
這次述職後，陳方安生宣布以「私人理由」，提早在2001年4月30日退休，結束長達三十八年又七個月公職生涯。媒體普遍報道指她的辭職與錢其琛「訓話」有關，但她否認，她和董建華亦否認二人不和。
2007年6月，陳方安生接受有線新聞訪問時透露，她是無法說服董建華放棄推行高官問責制而辭職。
陳方安生辭職後，政務司司長一職由原財政司司長曾蔭權接替。陳方安生其後加入泛民主派，成為泛民主派精神領袖，並於2007年參加立法會補選，成為立法會議員。

#### 推行高官問責制
2002年，董建華鑑於第一屆任期中，公務員系統對管治起了很大阻力。故於第二屆任期開始前，宣布在7月1日開始，推行仿照英國內閣大臣及政務次官制度的「高官問責制」，將原來由公務員體系政務官出任的司長和局長職位改為由行政長官直接委任，公務員之首變更為首長級公務員第8薪級的常任秘書長，地位在各問責局長之下。政務司司長統領所有公務員的角色被削，由行政長官統攬大權，問責政策局長直接向董建華負責。前中央政策組顧問練乙錚認為董建華是因為與陳方安生不和，以至中央政府不希望政務司司長有太大權力有關。政策推行至今，政務司司長統領各局職能消失，局長間各自為政為人詬病，部份政策局權力劃分未如理想，出現權責過重或過輕。
政策推行不足三個月，即發生仙股事件，事緣當時的財金官員提議把港交所中股價過低的股份除牌，引發不足一元（俗稱「毫股」和「仙股」）股災，不少投資者損失慘重。有意見認為財經事務及庫務局局長馬時亨應下台以示當責（接受問責而承擔責任），但馬時亨在董建華力保下留任。2003年再發生多宗政治風波，問責制終能體現出民眾「問責」而犯錯官員「當責」之功能，犯錯及極不受歡迎的局長紛紛因「私人原因」下台，計有因「偷步買車」醜聞的前財政司司長梁錦松，因「23條立法」的前保安局局長葉劉淑儀，和因「SARS疫情」（嚴重急性呼吸系統綜合症）而請辭的衛生福利及食物局局長楊永強等。

#### 公務員減薪及七七大遊行
2002年3月，財政司司長梁錦松發表任內首份財政預算案，當中建議公務員減薪，最高減4.75%，以紓緩政府赤字。同年7月7日，董建華65歲壽辰當天，數萬名公務員上街示威，抗議立法減薪。

#### 基本法第23條立法爭議
2002年，政府推出咨詢文件，建議履行香港基本法第23條規定，立法禁止任何叛國罪、分裂國家行為、煽動叛亂罪、顛覆國家罪及竊取國家機密等涉及國家安全的罪行。當中很多地方引起市民憂慮，擔心出現以言入罪、因知情不報而被定罪等問題，影響到言論自由、新聞自由的保障，市民應有的權利被剝削。當中由於保安局局長葉劉淑儀的態度問題，引起市民強烈反感，最後更引起市民自主權移交以來對政府的最大不滿情緒，導致2003年七一大遊行有超過50萬人上街示威。最終自由黨在自身政治利益的考慮下，決定改變立場反對立法，使法案無法得到足夠票數通過，政府被逼在7月7日宣佈押後提交表決。在9月5日，董建華宣佈撤回《國家安全（立法條文）條例草案》。

#### 七一大遊行
自1997年香港回歸後，至2020年第十三屆全國人大常委會通過《維護國家安全法》前，每年的7月1日均有人上街遊行。
2003年及2004年，香港前後兩次約有五十萬人走上街頭遊行。2003年7月1日，很多參加者均穿著黑色衣服，帶同標語、貼紙，高叫反對23條立法的口號及其他不同訴求，如要求董建華下台、財政司長梁錦松、保安局長葉劉淑儀辭職、加快民主步伐等。2003年七一大遊行後，因自由黨改變立場反對立法，最終迫使《基本法第二十三條》的立法擱置。2004年7月1日的遊行，示威主題為爭取2007年普選特首、2008年立法會全面直選。

#### 維港巨星匯
2003年春季至夏季的SARS使香港經濟跌至谷底，失業率升至多年高位，通縮升至歷史新高，創下全球有紀錄以來最低通貨膨脹率，列入健力氏世界紀錄大全。政府為重振經濟，於2003年5月向立法會申請10億港元撥款，在秋季舉辦「維港巨星匯」大型音樂會，邀請世界各地重量級明星來港表演，並拍攝成電視節目，在世界各地播出，希望重建形象，吸引遊客來港旅遊。
為了讓音樂會順利舉行，政府為活動資助最多1億港元（只限活動虧損時），並由美商會及美商會主席詹康信的私人公司承辦，投資推廣署協辦。然而，政府和美商會監管不力，導致活動舉辦期間出現混亂，負面新聞不斷，政府付出1億元，但活動未能達到預期效果。

#### 否決07和08年雙普選
2004年1月7日，董建華宣佈成立香港政制發展專責小組，主要是深入研究有關政制發展的原則和程序，並徵詢各界的意見。2004年4月6日，全國人大常委會對《香港基本法》附件一和附件二作出解釋，當中涉及修改「行政長官及立法會產生辦法和法案議案表決程序」的規定。4月15日，香港政制發展專責小組發表了《第二號報告》。報告交代在過去兩個多月收集公眾意見。同年4月26日，全國人大常委會否決了於2007年行政長官選舉及2008年立法會選舉中實行普選。

#### 三次人大釋法
全國人民代表大會常務委員會曾先後三次對《香港基本法》作出解釋，其中發生在董建華任內1999年的第一次釋法由特區政府主動提請。社會輿論對人大釋法意見不一。泛民主派及法律界人士（主要是大律師公會）批評人大釋法破壞法治，損害香港司法獨立。而內地官員及親北京陣營則認同釋法有助釐清爭議。

### 辞职
董建華連任以來，政府推出多項政策引發爭議。2004年2月，政府把私人參建的原居屋項目紅灣半島以低補地價賣斷予發展商新創建集團，事件使政府招來官商勾結的指控。2004年12月，領匯上市事件鬧大，有公屋居民申請司法覆核指上市違反《房屋條例》，儘管有人認為政府應該堅持如期上市，由於領匯的招股書沒有聲明有關風險，促使領匯擱置上市。
同年12月20日，董建華在澳門出席澳門回歸五週年活動，向時任中共中央總書記、中國國家主席胡錦濤述職，被胡錦濤當著香港高官以及澳門行政長官何厚鏵之面訓話，希望各人「認真回顧香港回歸七年來走過的歷程，總結經驗、查找不足、不斷提高施政能力和管治水平」。董回港後堅持「正面地看待」胡錦濤這番話，並謂：「香港也過了不簡單的七年，大家從金融危機、泡沫經濟爆破、沙士等挑戰中走出來，經濟正在持續發展，我們自己都應該覺得值得驕傲！」。
董在壓力下，2005年1月發表的施政報告中承認錯誤，指「政府的一些政策和措施令市民痛苦和不安。未能確立『以民為本』的施政理念，制訂政策的時候，未做到凡事想市民所想、急市民所急；未能充分顧及社會的承受能力和政策的爭議，過急推出太多改革措施；缺乏危機意識和政治意識，缺乏應付政經轉變的經驗和才能，處理一些突發事件時顯得進退失據，影響了政府的公信力和管治能力。」
董在施政報告發表這段時間，承認有官商勾結。結果招來行政會議中有意角逐下屆特首者的角力。2005年初審計署發表《審計報告》，指70年代的殖民地政府将愉景灣违规轉變成為地產項目，引來人們對數碼港事件中「官商勾結」的猜測。
2005年2月中傳出董建華將出任全國政協副主席並辭去行政長官一職，報章傳出時任政務司司長曾蔭權最有機會接任。
3月2日，除《大公報》、《文匯報》及《香港商報》外，全港報章均大篇幅報道董建華將獲委任為全國政協副主席，之後會辭任特區行政長官。3月10日下午，董建華召開記者會，宣布以身體不適為由向中央呈辭。董建華对记者说他的脚痛令其十分困扰。

### 卸任
2005年3月10日，國務院接納其董建華宣佈辭職。同日，他獲第十屆全國政協第三次會議增選為全國政協副主席的職務。政務司司長曾蔭權為署任行政長官，直至2007年參加行政長官選舉及新任行政長官選出後為止。
董建華辭職帶來新一波政治爭論，《香港基本法》沒有明確寫出若行政長官中途出缺，經選舉產生的繼任人任期長度，法律界根據普通法制度，指出新產生的行政長官任期應為5年。初時律政司司長梁愛詩承認根據普通法制度，補選行政長官任期應為5年，其後她指出與「內地法律專家」商討後，根據「立法原意」以及中央政府的「一貫做法」，繼任人只能執行餘下任期，她亦接納了這個觀點，所以補選的行政長官任期到2007年6月30日卸任止，此舉不會將內地法律制度引入香港。董先生的辭職被當時的香港市民笑言他為「老懵懂」。
梁愛詩言論惹來法律界嘩然，部分法律人士如45條關注組梁家傑、湯家驊等公開批評梁愛詩朝秦暮楚的立場。最後有關「新的行政長官」的任期，要由全國人大常委會解釋《基本法》第53條，並通過補選的行政長官任期為餘下任期。

### 全國政協副主席
董建華辭任特首後擔任屬於國家級副職的全國政協副主席，參與中美關係外交事務，並成立中美關係交流基金會，代表中國到美國演講。國際關係學者沈旭暉稱其外交活動令民望回升，開啟港人以「次主權外交」身份參與國際事務新模式。

### 重返香港政壇及成立團結香港基金
2014年9月3日，董建華在前任行政長官辦公室召開記者會，表態支持全國人大常委會對本港政制的決定。他認為，現時為政改關鍵時刻，而全港選民一人一票選特首是「是貨真價實的民主」，形容有好多市民支持決定，更指2017年本港的民主不只跨前一步，是開拓全新的歷史。董建華說，明白泛民的情緒感受、對決定的失望和不滿，但認為2017年政改並非終極方案，《基本法》有機制及空間，完善本港民主制度，呼籲市民將負面情緒化為正面力量，在此基礎上商討落實普選執行細節，否則民主進程依然原地踏步的話，不知何時可再開始。董建華指改革開放至今，國家發展出現翻天覆地的變化，外面大國都對中國看法有變，但泛民的立場就一直無變，呼籲他們要對中國的看法改變，了解國家面對的挑戰，思量如何可以幫助國家，在憲制之下工作，解決問題。
2014年10月25日，董建华当日专门在前任行政長官辦公室召开记者会，他在记者会上表示，呼吁参与佔中人士尽快停止非法集会，以对话解决相关争议。他强调，香港多年的成就一直依赖法治，坚守法治是我们的底线。他还说占中是违法行为，还说“民主最重要的基础就是法治，怎么可以在争取民主的过程中做违法的事？”
2014年11月，董建华牽頭成立團結香港基金，基金會透過集結各地精英，為特區政府、公共服務機構及市民提供公共政策分析及建議，這亦代表董建华在離開香港政壇十年後，重新回到香港政壇。

### 阿里巴巴独立董事
2014年6月16日，董建华应邀成为阿里巴巴集团的独立非执行董事。《明报》报道称，阿里巴巴主要是“看中董氏的策略眼光、作为商界及政府领袖的资深经验与触角，以及他长期与中国及美国建立和强化关系具备经验”。

### 被揭持有大量離岸資產
2021年10月，据立場新聞參與國際調查記者同盟揭秘的「潘朵拉文件」，董建華與妻子董趙洪娉、長子董立均、幼子董立新、胞弟董建成、胞妹彭董小萍、侄女周董立茂及金昌玲於1997年至2019年開設了至少72間離岸公司，多數為處理家族航運公司東方海外的業務開設，董建華本人持有其中7間公司的全部或部分股權。董建華幼子董立新透過其中一間離岸公司設立中國銀行賬戶，胞弟董建成則用其中四間離岸公司設立滙豐及摩根大通銀行帳戶，其中由他擔任董事的離岸公司Toma Rosources Ltd、以他公司名義持有的Galician Company Limited分別於1993年及2003年斥巨資購入山頂紅梅閣及淺水灣明慧園的豪宅物業，擔任業主至今。

### 退休
2023年3月10日，85岁的董建华在全国政协十四届一次会议后卸任全国政协副主席退休，结束了其在全国政协十八年的副主席生涯。

### 團結香港基金主席轉榮譽主席
2023年9月28日，董建华宣佈卸任團結香港基金會主席後並獲轉到任命為基金會榮譽主席，由陳智思接任基金會主席，本人董建華則轉任榮譽主席，目前董建華一直留在至今。

## 任內施政概覽

### 任內主要官員
| 職位                 | 姓名     | 任期       |
| -------------------- | -------- | ---------- |
| 行政長官             | 董建華   | 1997－2005 |
|                      |          |            |
| 政務司司長           | 陳方安生 | 1997－2001 |
|                      | 曾蔭權   | 2001－2005 |
| 財政司司長           | 曾蔭權   | 1997－2001 |
|                      | 梁錦松   | 2001－2003 |
|                      | 唐英年   | 2003－2005 |
| 律政司司長           | 梁愛詩   | 1997－2005 |
|                      |          |            |
| 教育統籌局局長       | 王永平   | 1997－2000 |
|                      | 羅范椒芬 | 2000－2002 |
|                      | 李國章   | 2002－2007 |
| 衞生福利局局長       | 霍羅兆貞 | 1997－1999 |
|                      | 楊永強   | 1999－2002 |
| 環境食物局局長       | 任關佩英 | 2000－2002 |
| 衞生福利及食物局局長 | 楊永強   | 2002－2004 |
|                      | 周一嶽   | 2004－2007 |
| 房屋局局長           | 黃星華   | 1997－2002 |
| 規劃環境地政局局長   | 梁寶榮   | 1997－1998 |
|                      | 蕭炯柱   | 1999－1999 |
| 規劃地政局局長       | 蕭炯柱   | 2000－2001 |
|                      | 曾俊華   | 2001－2002 |
| 房屋及規劃地政局局長 | 孫明揚   | 2002－2007 |
| 運輸局局長           | 吳榮奎   | 1997－2002 |
| 工務局局長           | 鄺漢生   | 1997－1999 |
|                      | 李承仕   | 1999－2002 |
| 環境運輸及工務局局長 | 廖秀冬   | 2002－2007 |
| 文康廣播局局長       | 周德熙   | 1997－1998 |
| 資訊科技及廣播局局長 | 鄺其志   | 1998－2000 |
|                      | 尤曾家麗 | 2000－2002 |
| 經濟局局長           | 葉澍堃   | 1997－2002 |
|                      | 李淑儀   | 2000－2002 |
| 經濟發展及勞工局局長 | 葉澍堃   | 2002－2007 |
| 工商局局長           | 俞宗怡   | 1997-1998  |
|                      | 周德熙   | 1998-2002  |
| 工商及科技局局長     | 唐英年   | 2002－2003 |
|                      | 曾俊華   | 2003－2006 |
| 財經事務局局長       | 許仕仁   | 1997－2000 |
|                      | 葉澍堃   | 2000－2002 |
| 庫務局局長           | 鄺其志   | 1997－1998 |
|                      | 俞宗怡   | 1998－2002 |
| 財經事務及庫務局局長 | 馬時亨   | 2002－2007 |
| 公務員事務局局長     | 林煥光   | 1997－2002 |
|                      | 王永平   | 2002－2006 |
| 政制事務局局長       | 吳榮奎   | 1997－1997 |
|                      | 孫明揚   | 1997－2002 |
|                      | 林瑞麟   | 2002－2007 |
| 民政事務局局長       | 藍鴻震   | 1997－2000 |
|                      | 林煥光   | 2000－2002 |
|                      | 何志平   | 2002－2007 |
| 保安局局長           | 黎慶寧   | 1997－1998 |
|                      | 葉劉淑儀 | 1998－2003 |
|                      | 李少光   | 2003－2012 |

## 言論及觀點
2014年12月17日，全國政協副主席董建華表示，他對「佔中」結束感到鬆了一口氣，但強調是次「佔領行動」對香港造成很大傷害，損害復甦中的香港經濟，對大家不單得不到任何好處，最終更要香港人自己來「埋單」。他亦狠批香港一小撮「極端本土化人士」借本土之名，走香港獨立和香港自決之路，是絕對錯誤的想法，將會把香港經濟發展推上絕路，亦只會令香港失去國際地位，無法生存下去。2018年7月香港民族黨面臨被取締，董建華支持警方做法，認為警方基於國家安全及公共安全因素，其鼓吹的行為危害香港發展和市民生計，考慮禁止民族黨運作屬合情合理。他亦希望泛民主派能做「有建設性的反對派」，通過理性、妥協的手段解決問題，增加與政府合作，減少對抗，因為民生問題是很迫切的。
2017年6月，董建華接受中國中央電視台和新華社訪問時，說香港離開了中國156年，人心回歸需要一段時間，要一步一步的去做，他回顧香港回歸20年以來發展，指「一國兩制」取得巨大成功，資本主義制度和生活方式等都沒變，經濟繼續繁榮穩定，並說「一國兩制為香港帶來的優勢令外國人羨慕，要謝謝國家、謝謝內地人民」，但同時指香港仍有深層次矛盾需要解決。同年10月中共十九大後董建華在團結香港基金成立三周年晚宴致辭，呼籲香港人要多了解中國共產黨，多了解國家和香港未來的發展道路，寄語港人不要故步自封，指國家取得空前成功，是基於中國的政治體制和中國共產黨領導。
2018年3月全國政協會議在北京舉行，董建華以政協主席團常務主席身份出席分組會議，他指中國經歷了很多苦難，但擁有今天的成就和看到光明的明天，是全靠中共的領導和中國特色社會主義。同年3月11日立法會補選舉行，董建華早上在香港公園體育館票站投過票後回應說：「吵吵鬧鬧的時代應該結束」，他呼籲選民行使投票權，選出「有建設性、做事實幹、真心為港服務的人」成為議員。但曾為是董建華任特首時期班子一員的前政務司司長陳方安生反駁指民主派候選人區諾軒就是「可守護香港核心價值和法治的一人」，而且香港市民有智慧並懂得挑選一個守護到香港法治的人。
2019年7月，董建華指任內推行的通識教育「失敗」，導致年輕人問題，間接引起逃犯條例修訂一系列的示威活動。

## 評價

### 批評
香港中文大學政治與行政學系高級導師蔡子強称董建華為了快速增加大專學歷人口而造成副學士泡沫，當他獲頒大紫荊勳章、科大和中大榮譽博士時，都有人因不滿其任內施政而抗議。2007年12月6日，董建华在香港中文大学毕业典礼上获授予博士学位时，香港中文大学学生会成员曾用高音喇叭打断其演讲，招致保安阻止。並在港鐵大学站和百万大道等处挂条幅抗议：“董建华祸港殃民有博士，刘遵义卖校求荣无廉耻。”
2003年4月2日，當時正值沙士疫情爆發高峰，香港著名專欄作家陶傑在明報《黃金冒險號》專欄撰文〈下台吧，董建華〉，嚴厲抨擊董建華施政，指其的「唯一貢獻」，是證明了「英國人做得到的，中國人做不到」。文章又質疑「沙士疫症流行，特區根本沒有人在管治」，指董建華「一直不知道、或不肯相信香港人對其深切厭惡......是基於事實的理性結論」，文章指董建華的「八萬五」房屋政策災難政策蒸發掉香港人的血汗，包庇一個個操守有問題的高官，令人質疑其智商和基本判斷力」，指董建華「永遠不承認你的智商缺陷，反而賴（誣指、怪罪）英國給你留下『炸彈』、賴美國的『外圍因素』（指亞洲金融風暴、科網股泡沫、911事件）、賴陳方安生不肯執行你的指示。你製造了五年災難，還要延長為十年浩劫（比喻成像文化大革命的災難）」，指董建華「摧毀了香港人的尊嚴，葬送了一個繁榮的城市，為香港帶來怨憤，以及對你的言行的種種笑料，為中國帶來全新的國恥」。文章最後引用了中國共產黨主席毛澤東的詩詞《送瘟神》「借問瘟君欲何往，紙船明燭照天燒」，指董建華是「最根本的災難。請你勇於面對自己，面對你的家庭，面對歷史。像西方反戰人士對布殊講的一句話﹕Shame On You。下台吧，董建華。」，文章引起頗大迴響，當時行政長官辦公室主任林煥光甚至罕有地致函報館回應。該篇文章多次被引用，亦被劇團「進念二十面體」及「非常林奕華」於舞台劇《東宮西宮》內引述，成為當時社會責罵董建華文章中的一篇經典之作。
2003年7月，董建華執政期間，次文化堂推出《老懵董》、《建華之亂》系列的漫畫，諷刺董建華的失敗統治，部份政治評論員稱為「建華八年」建華之亂。

### 讚揚
蔡子強另一方面認為，董建華政績之一是不讓傳統左派人士弄權，否則香港局面可能更惡劣。
香港民間對他的評語大致可以總結為「好心做壞事」，只是怪他沒有能力罷了，沒有質疑出於好意的本心。

## 荣誉
董建華於2006年7月1日獲頒大紫荊勳章，以表揚他出任行政長官期間，使香港主權移交後保持安定繁榮，成功落實「一國兩制」。1997年獲利物浦大學法學榮譽博士。2006年11月10日，全國政協副主席的董建華，獲香港科技大學頒授社會科學榮譽博士，以表彰他為祖國的一國兩制的建設作出的貢獻。2007年12月6日，前行政長官暨前中大監督董建華獲香港中文大學頒授榮譽法學博士學位，以表揚他在行政長官任內竭力盡心地服務香港，並對中文大學的發展鼎力支持。2014年3月29日，在凤凰卫视举办的“世界因你而美丽--影响世界华人盛典2013-2014”上，董建华获得了“影响世界华人终身成就奖”，董建华获奖后表示“振兴中华的中国梦离我们越来越近”，第九届、十届全国人大常委会副委员长许嘉璐对此次颁奖表示“董建华先生有对国家深沉的爱和智慧”，晚会主持人陈鲁豫称：“董建华先生教我们始终要‘笑着迎接大时代’”。
2019年9月17日，中华人民共和国领导人习近平根据第十三届全国人民代表大会常务委员会第十三次会议的决定发布主席令，授予董建华「『一國兩制』傑出貢獻者」國家榮譽稱號。

## 家庭及興趣
董建華信奉佛教，喜愛閱讀，尤愛讀傳記、歷史、經濟與國際時事書刊；也喜愛遠足、太極和游泳等運動。他早年居於英美兩地，加深對足球、籃球和美式足球的認識，亦培養起濃厚興趣，亦是英格蘭老牌足球勁旅利物浦的球迷。他也是香港第十二屆同鄉會理事會成員及永遠榮譽會長。
董建華與趙洪娉育有三名子女，立均、立新、立筠（皆美國國籍），和九名孫兒。其中，董立新於東方海外賣盤前夕，仍是執行董事之一。
另外，董建華家族早在1971年斥資約47.68萬元購入中半山老牌豪宅嘉慧園單位，到董建華在1997年出任特首時，他表示拒絕入住香港禮賓府，留居嘉慧園。政府一直租用該單位，月租為12萬元。到2021年8月，土地註冊處資料顯示，他以1.6億元購入低層C室的單位和車位，單位實用面積3335方呎、實呎47,976元。發言人指單位在他擔任特首時，由政府租入供特首使用。董建華2005年卸任後，繼續租用作私人用途。

## 语录
董建華在任行政長官期間，多次説了：「香港好，中國好；中國好，香港更好。」，深入民心。於2000年接受無線電視新聞專訪時表示，不再提起之前其推岀的八萬五房屋政策，即政策「已經不存在」。又在立法會上回應泛民主派議員的提問時説：「咁膚淺嘅？」（意旨：如此膚淺？）等經典對白。
2001年6月14日他在香港立法会上发言时，就法轮功议题上声称“毫无疑问，法轮功是一个邪教，它的组织很严密，财源很丰富，以及是一个有政治性的组织。它在内地伤害了很多家庭，我们在香港的确要密切注意法轮功，不要让它危害香港社会的安定，亦更加不可以让它危害内地社会的安宁。……香港的法轮功和内地的法轮功是一个教主，一样教条，所以我们要密切注意的。”“我也想强调一下，其实法轮功不是一个宗教，它自己也这样说，所以其实不涉及宗教自由的任何方面问题。”引发很大争议。在立法会上，时任政务司司长曾荫权說董建华抨击法轮功「毫无疑问是邪教」仅代表个人意见，有议员认为他的言论代表政府，不能视为他的个人意见。
在2003年的答問大會當時被民主黨立法會議員司徒華請教他膚淺和naive有何分別，董建華就回應時說出：「我唔知係你嘅中文好過我，定我嘅英文好過你，naive同膚淺唔係相同喎！」，「教你就唔敢當......一個天真嘅人呢就好naive架下，一個膚淺嘅人就好膚淺。」
董建華2015年1月20日召開記者會，一如以往要求傳媒於發問前介紹自己所屬機構以及名字。有記者發問之初沒有自我介紹，被在場新聞官提點，當他自我介紹是《中國日報》陳某某、並繼續提問後，董建華問：「貴姓呀？陳生。」惹起在場人士發笑。有媒體指出董建華的原話是：「貴姓呀，陳生（係嘛）？」是確認之意，而非詢問。但由於「係嘛」二字聲音低沉，聽來就像惹人發笑的「貴姓呀陳生？」。

## 影視媒體形象
- 《港督最後一個保鑣》：1996年電影，由陳志雄飾演董先生。
- 《超級無敵追女仔》：1997年電影，由陳志雄飾演孔健華，影射董建華。
- 《驚天大賊王》：1998年電影，由陳志雄飾演董先生。
- 《十六不搭喜趣來》：2007至08年電視劇，由盧海鵬飾演董伯伯。
- 《香港亂噏》：2009年政治戲仿節目，由盧海鵬扮演董伯伯。
- 《福祿壽十周年演唱會》記者會：阮兆祥﹑李思捷和王祖藍分別扮演三任香港特首，並由阮兆祥扮演董八伯，模仿董建華。